# USS Stickell (DD-888)
USS Stickell (DD-888) là một tàu khu trục lớp Gearing được Hải quân Hoa Kỳ chế tạo vào giai đoạn cuối Chiến tranh Thế giới thứ hai. Nó là chiếc tàu chiến duy nhất của Hải quân Mỹ được đặt theo tên Đại úy Hải quân John H. Stickell (1914-1943), phi công đã tử thương trong phi vụ ném bom tại đảo san hô vòng Jaluit thuộc quần đảo Marshall, và được truy tặng Huân chương Chữ thập Hải quân. Hoàn tất khi chiến tranh đã kết thúc, con tàu tiếp tục phục vụ trong giai đoạn Chiến tranh Lạnh, Chiến tranh Triều Tiên và Chiến tranh Việt Nam cho đến khi ngừng hoạt động năm 1972. Nó được chuyển cho Hy Lạp và tiếp tục phục vụ cùng Hải quân Hy Lạp như là chiếc HS Kanaris (D212) (tiếng Hy Lạp: Φ/Γ Κανάρης) cho đến năm 1993. Con tàu bị bán để tháo dỡ vào năm 2002. Stickell đã được tặng thưởng sáu Ngôi sao Chiến trận do thành tích phục vụ trong Chiến tranh Triều Tiên, rồi thêm một Ngôi sao Chiến trận khác khi hoạt động trong cuộc Chiến tranh Việt Nam.

## Thiết kế và chế tạo
Stickell được đặt lườn tại xưởng tàu của hãng Consolidated Steel Corporation ở Orange, Texas vào ngày 5 tháng 1 năm 1945. Nó được hạ thủy vào ngày 16 tháng 6 năm 1945; được đỡ đầu bởi cô Sue Stickell, và nhập biên chế vào ngày 31 tháng 10 năm 1945 dưới quyền chỉ huy của Hạm trưởng, Trung tá Hải quân Francis E. Fleck.

## Lịch sử hoạt động

### 1945 - 1950
Sau khi nhập biên chế, Stickell được phân về Hạm đội Đại Tây Dương, và hoạt động dưới quyền Tư lệnh Huấn luyện Đổ bộ tại Galveston, Texas trong vòng một tháng, từ ngày 10 tháng 12 năm 1945 đến ngày 11 tháng 1 năm 1946. Sau đó nó tiến hành chạy thử máy và huấn luyện tại khu vực vịnh Guantánamo, Cuba trước khi đi đến Charleston, South Carolina vào ngày 11 tháng 3 để sửa chữa sau chạy thử máy. Con tàu chuyển đến Norfolk, Virginia vào ngày 21 tháng 4, và cho đến ngày 6 tháng 5 đã hỗ trợ hoạt động huấn luyện chuẩn nhận cho tàu sân bay Kearsarge (CV-33). Sau đó nó hộ tống Kearsarge đi đến vịnh Guantánamo, và từ đây đi đến vùng kênh đào Panama. Nó quay trở về Norfolk vào ngày 13 tháng 6.
Stickell khởi hành hai ngày sau đó để đi sang vùng bờ Tây, băng qua kênh đào Panama và đi đến vào ngày San Diego, California 29 tháng 6, nơi nó gia nhập Đội khu trục 11. Trong gần năm năm tiếp theo, nó đã thực hiện ba chuyến đi sang khu vực Viễn Đông để phục vụ cùng Đệ Thất hạm đội. Trong những chuyến đi này con tàu đã viếng thăm Philippines, quần đảo Mariana, Nhật Bản, Bắc và Nam Triều Tiên, Trung Quốc và Okinawa. Xen kẻ giữa những lượt phục vụ này, nó hoạt động dọc theo vùng bờ Tây và vùng biển Hawaii, thực hành huấn luyện và tập trận hạm đội cũng như được bảo trì.

### Chiến tranh Triều Tiên
Sau khi hoàn tất việc đại tu tại Xưởng hải quân Mare Island vào ngày 6 tháng 11, 1950, Stickell cùng với Đội khu trục 52 lên đường đi sang khu vực Tây Thái Bình Dương để tham gia vàp cuộc Chiến tranh Triều Tiên. Nó đi đến Sasebo, Nhật Bản vào ngày 27 tháng 11, rồi gia nhập Lực lượng Đặc nhiệm 77 ba ngày sau đó và đi sang vùng chiến sự. Nó hoạt động cùng với các đội đặc nhiệm tàu sân bay tại khu vực bờ biển phía Đông và Nam bán đảo Triều Tiên, phục vụ hộ tống và canh phòng máy bay cho các tàu sân bay, thực tập chống tàu ngầm ngoài khơi Yokosuka, bắn phá bờ biển khu vực Songjin-Wonsan và tuần tra ngăn chặn tàu bè đối phương tại các vùng biển Shingjin, Yong-do và Chongjin. Nó cũng hỗ trợ cho việc đổ bộ các đội biệt kích Hàn Quốc vào lãnh thổ đối phương và đã cứu vớt ba phi công tàu sân bay bị rơi trên biển. Hoàn tất lượt phục vụ đầu tiên trong chiến tranh vào ngày 20 tháng 7, 1951, nó lên đường quya trở về nhà, về đến San Diego, California vào ngày 4 tháng 8.
Stickell ở lại vùng bờ Tây trong hơn nữa năm tiếp theo, hoạt động huấn luyện ngoài khơi San Diego. Nó khởi hành vào ngày 26 tháng 1, 1952 để đi sang Viễn Đông, và sau khi ghé qua Yokosuka từ ngày 19 đến ngày 23 tháng 2, con tàu tiếp tục tham gia hoạt động tác chiến tại vùng chiến sự. Nó hoạt động cùng Lực lượng Đặc nhiệm 77 ngoài khơi bờ biển Triều Tiên từ ngày 23 tháng 2 đến ngày 19 tháng 3, và đã thực hiện ba lượt bắn phá bờ biển: ngoài khơi Yong-do vào ngày 28 tháng 2 phối hợp cùng với tàu tuần dương hạng nặng Rochester (CA-124); tại khu vực chiến tuyến vào ngày 5 tháng 3; và ngoài khơi Singchong-Ni vào ngày 11 tháng 3 phối hợp cùng với [[tàu tuần dương hạng nặng Saint Paul (CA-73). Vào ngày 19 tháng 3, nó cùng Đội khu trục 52 được điều động sang phục vụ cùng Đội đặc nhiệm 95.2, Lực lượng Phong tỏa và Hộ tống Liên Hợp Quốc. Đảm trách vai trò bắn phá và tuần tra, con tàu không chỉ tham gia phong tỏa Hŭngnam, mà còn phục vụ bắn hải pháo can thiệp và bắn phá bờ biển đối phương.
Sau đợt bắn phá cảng Wonsan vào ngày 31 tháng 3, Stickell gia nhập trở lại Lực lượng Đặc nhiệm 77 vào ngày 1 tháng 4 và cùng lực lượng rút lui về Yokosuka. Nó ở lại cảng Yokosuka cho đến giữa tháng 4, rồi tiếp tục hỗ trợ cho các hoạt động không kích và bắn phá bờ biển. Nó đã vào ụ tàu tại cảng Yokosuka để sửa chữa từ ngày 29 tháng 5 đến ngày 18 tháng 6, rồi tiếp tục hoạt động dọc bờ biển phía Đông bán đảo Triều Tiên, bao gồm một cuộc đổ bộ ban đêm tại khu vực phụ cận Pohang Dong. Nó cùng Đội khu trục 52 rời khu vực vào ngày 23 tháng 6 để hoạt động huấn luyện tại vịnh Buckner, Okinawa, rồi quay trở lại Yokosuka vào ngày 5 tháng 7. Con tàu khởi hành vào ngày hôm sau để đi sang Hong Kong và hoạt động tuần tra tại eo biển Đài Loan. Nó gặp gỡ Đội tàu sân bay 3 vào ngày 14 tháng 7, rồi cùng Đội đặc nhiệm 50.3 hoạt động tại vùng biển Philippines và biển Đông trước khi quay trở lại khu vực Đài Loan để gia nhập trở lại Lực lượng Đặc nhiệm 77 vào ngày 27 tháng 7. Chiếc tàu khu trục tiếp tục hoạt động tại vùng biển Triều Tiên cho đến ngày 6 tháng 8, khi nó quay trở về Yokosuka, rồi lên đường bốn ngày sau đó cho hành trình quay trở về Hoa Kỳ.

### 1953 - 1962
Stickell đi đến San Diego vào ngày 26 tháng 8, 1953 và ở lại đây cho đến ngày 13 tháng 12, nơi nó được cải biến tại Xưởng hải quân Long Beach thành một tàu khu trục cột mốc radar. Nó được xếp lại lớp với ký hiệu lườn mới DDR-888 vào ngày 2 tháng 9, 1953. Sau khi hoạt động huấn luyện ngoài khơi Long Beach, nó gia nhập Đội khu trục 21 tại San Diego vào ngày 18 tháng 1, 1954, và chỉ hai ngày sau đó cùng đội của nó lên đường đi sang khu vực Tây Thái Bình Dương. Lượt hoạt động này chủ yếu bao gồm các cuộc thực tập huấn luyện tìm-diệt chống tàu ngầm và tuần tra eo biển Đài Loan. Nó rời Sasebo vào ngày 1 tháng 6 cho chặng tiếp theo của hành trình vòng quanh thế giới, và trên đường đi đã viếng thăm Hong Kong, Singapore, Ceylon, Kenya, Nam Phi, Brazil và Trinidad. Nó về đến Norfolk, Virginia vào ngày 10 tháng 8, 1954, và gia nhập Đội khu trục trực thuộc Hạm đội Đại Tây Dương.

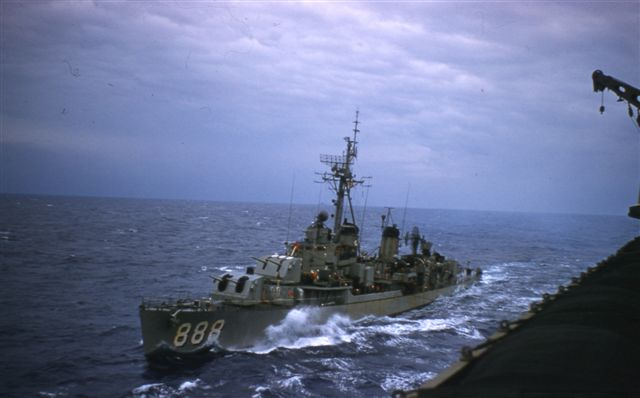
USS Stickell vào năm 1958, khi được phối thuộc cùng đội đặc nhiệm của, ảnh chụp từ chiếc tàu sân bay.

Trong chín năm tiếp theo, Stickell tiếp tục phục vụ cùng Hạm đội Đại Tây Dương trong vai trò tàu khu trục cột mốc radar. Từ năm 1954 đến năm 1958 nó trải qua hai chu kỳ huấn luyện toàn diện, bao gồm các đợt đại tu trong ụ tàu, các lượt bố trí sang Địa Trung Hải, ôn tập hhuấn luyện, và tham gia các cuộc tập trận của Hạm đội Đại Tây Dương cũng như trong khuôn khổ Khối NATO. Con tàu được tăng cường những thiết bị điện tử hiện đại trong đợt đại tu năm 1958, rồi không lâu sau đó được trang bị một hệ thống thử nghiệm xử lý và phân tích dữ liệu vũ khí. Chuyến đi kéo dài bảy tháng sang khu vực Địa Trung Hải vào năm 1962 được đánh dấu bởi hoạt động xâm nhập vào biển Hắc Hải, vốn được xem là "sân sau" của Liên Xô.
Vào cuối tháng 10, 1962, khi phát hiện ra Liên Xô bố trí những tên lửa đạn đạo tầm trung mang đầu đạn hạt nhân tại Cuba, khiến đưa đến vụ Khủng hoảng tên lửa Cuba, Tổng thống John F. Kennedy đã ra quyết định "cô lập" hàng hải hòn đảo này nhằm gây áp lực, buộc phía Cộng Sản phải triệt thoái số tên lửa này. Stickell đã được huy động tham gia lực lượng hải quân hoạt động phong tỏa, cho đến khi vụ khủng hoảng được giải quyết bằng thương lượng hòa bình.

### 1963 - 1965
Vào tháng 5, 1963, Stickell đi vào Xưởng hải quân Philadelphia để trải qua một đợt sửa chữa và nâng cấp trong khuôn khổ Chương trình Hồi sinh và Hiện đại hóa Hạm đội (FRAM: Fleet Rehabilitation and Modernization. Chương trình này nhằm mục đích kéo dài vòng đời hoạt động thêm 10 đến 20 năm, đồng thời nâng cao năng lực tác chiến. Nó rời xưởng tàu với một cầu tàu mới, những thiết bị điện tử, radar và sonar hiện đại, trang bị thêm tên lửa chống ngầm RUR-5 ASROC, cùng hầm chứa và sàn đáp để vận hành máy bay trực thăng không người lái chống tàu ngầm Gyrodyne QH-50 DASH.
Sau khi được xếp lại lớp như một tàu khu trục thông thường và lấy lại ký hiệu lườn cũ DD-888, Stickell gia nhập trở lại Hạm đội Đại Tây Dương vào đầu năm 1964, được phân về Hải đội Khu trục 12, đặt cảng nhà tại Newport, Rhode Island và đảm nhiệm vai trò soái hạm của Đội khu trục 122. Sau một đợt huấn luyện ôn tập trong tháng 4, nó tham gia một hải đội huấn luyện cho học viên sĩ quan thuộc Học viện Hải quân Hoa Kỳ và đã thực hiện một chuyến đi thực tập sang các cảng thuộc vùng biển Bắc Âu trong tháng 6 và tháng 7. Sau đó từ tháng 8 đến tháng 11, nó phục vụ cùng Lực lượng Chống ngầm Hạm đội Đại Tây Dương; rồi được phái sang hoạt động tại Địa Trung Hải cho đến tháng 3, 1965.
Stickell quay trở về Newport, và sang tháng 4 đã đi đến Norfolk để hoàn tất viện trang bị máy bay không người lái DASH. Một cuộc đảo chính của phe cánh Tả xảy ra tại Cộng hòa Dominica vào ngày 24 tháng 4, 1965, dẫn đến những bất ổn và bạo loạn, đã khiến Hoa Kỳ quyết định can thiệp để duy trì trật tự, đảm bảo an ninh cho công dân Hoa Kỳ, đồng thời với dụng ý ngăn ngừa một chính phủ cộng sản có thể nắm chính quyền như trường hợp của Cuba. Vì vậy, vào tháng 6, chiếc tàu khu trục gia nhập Lực lượng Đặc nhiệm 124 để làm nhiệm vụ gìn giữ hòa bình ngoài khơi thủ đô Santo Domingo để bảo vệ cho việc đổ bộ lực lượng Thủy quân Lục chiến. Sau năm tuần lễ hoạt động tuần tra, nó quay trở về xưởng tàu của hãng Bethlehem Shipbuilding Corporation tại Boston, Massachusetts cho một đợt đại tu kéo dài sáu tuần. Vào tháng 10, nó canh phòng ngoài khơi bờ biển Châu Phi để phục vụ cho việc thu hồi tàu không gian Gemini 6, tuy nhiên chuyến bay bị hủy bỏ và con tàu quay trở về Newport ngang qua Martinique. Trong tháng 11 và đầu tháng 12, nó tham gia cuộc tập trận đổ bộ tại đảo Vieques gần Puerto Rico, rồi quay trở về Newport.

### Việt Nam - 1966
Cùng với các đơn vị khác thuộc Hải đội Khu trục 12, Stickellkhởi hành từ Newport vào ngày 19 tháng 1, 1966 để làm nhiệm vụ cùng Đệ Thất hạm đội tại Viễn Đông. Sau khi băng qua kênh đào Panama và có các chặng dừng tại San Diego và Trân Châu Cảng, hải đội bắt đầu các hoạt động tác chiến tại biển Đông trong khuôn khổ cuộc Chiến tranh Việt Nam. Chiếc tàu khu trục được phân công nhiệm vụ tìm kiếm và giải cứu (SAR: Search and Rescue) và tiếp nhiên liệu trên đường đi cho những máy bay trực thăng tham gia hoạt động này trong vịnh Bắc Bộ. Nó cũng tham gia hộ tống và canh phòng máy bay cho các tàu sân bay, đặc biệt là với Ranger (CVA-61); và nhiệm vụ hỗ trợ hải pháo cho các hoạt động tác chiến trên bộ. Trong giai đoạn này nó đã viếng thăm các cảng tại Viễn Đông: Cao Hùng, Đài Loan; Yokosuka, Nhật Bản; căn cứ vịnh Subic, Philippines; và Hong Kong, rồi lên đường quay trở về Hoa Kỳ qua ngã kênh đào Suez. Trong hành trình quay trở về nhà nó tiếp tục viếng thăm Port Dickson, Malaysia; Kochi, Ấn Độ; Aden; Athens, Hy Lạp; Palma, Mallorca, Tây Ban Nha; và Gibraltar. Con tàu hoàn tất một vòng quanh thế giới khi về đến Newport vào ngày 17 tháng 8, 1966.

### 1966 - 1968
Vào tháng 10, 1966, Stickell đi đến Xưởng hải quân Boston để đại tu, và sau khi rời xưởng tàu vào tháng 2, 1967 nó hướng sang khu vực vịnh Guantánamo, Cuba để hoạt động huấn luyện ôn tập. Nó tiếp tục đi sang khu vực thực tập tại đảo Culebra, Puerto Rico để hoạt động chuẩn nhận hỗ trợ hải pháo trước khi quay trở về cảng. Sau khi được bảo trì, con tàu lên đường cho một đợt thực tập chống tàu ngầm kéo dài bốn tháng tại vùng biển Bắc Âu, và đã tập trận phối hợp cùng tàu chiến và máy bay thuộc hải quân các nước Anh, Na Uy, Đan Mạch, Pháp và Tây Đức. Trong dịp này nó cũng đã viếng thăm các cảng Bergen, Na Uy; Aarhus, Đan Mạch; Sundsvall, Thụy Điển; và Thurso, Scotland. Sau đó nó đi sang Địa Trung Hải để gia nhập cùng Đệ Lục hạm đội, và hoạt động cùng tàu sân bay Essex (CVS-9) và các tàu khu trục khác trong thành phần một đội tìm-diệt chống tàu ngầm. Con tàu cũng đã viếng thăm các cảng Naples, Ý; Valletta, Malta; và Palermo, Sicily trước khi quay trở về Hoa Kỳ vào ngày 19 tháng 9, 1967.
Cho đến cuối năm 1967, Stickell tiếp tục tham gia thêm hai cuộc tập trận chống tàu ngầm: cuộc Tập trận Canus Silex phối hợp giữa Hoa Kỳ và Canada, và cuộc Tập trận Fixwex India. Vào tháng 2, 1968, nó lên đường đi sang vùng biển Caribe để tham gia cuộc Tập trận Springboard 68, và sau đó phục vụ như tàu huấn luyện cho Trường Sonar Hạm đội tại Key West, Florida. Khi quay trở về cảng nhà, trong những tháng tiếp theo nó chuẩn bị cho lượt biệt phái phục vụ tiếp theo tại nước ngoài.
Stickell khởi hành từ Newport vào ngày 2 tháng 7, 1968 cho một chuyến đi kéo dài sáu tháng và viếng thăm 13 nước, trong khuôn khổ lượt hoạt động cùng Lực lượng Trung Đông. Con tàu đã viếng thăm các cảng San Juan, Puerto Rico; Recife, Brazil; Luanda, Angola; Lourenço Marques, Mozambique; Port Louis, Mauritius; Kochi, Ấn Độ; Karachi, Pakistan; Bahrain; Massawa, Ethiopia; Mombasa, Kenya; Assab, Ethiopia; Bandar Abbas và Bushehr, Iran; Kuwait; và Dakar, Senegal. Đang khi ở lại khu vực vịnh Ba Tư, nó tham gia cuộc tập trận quốc tế Middlinx XL phối hợp cùng hải quân các nước Anh và Iran. Con tàu quay trở về nhà vào ngày 10 tháng 1, 1969.

### 1969 - 1972
Trong ba năm tiếp theo, Stickell luân phiên các hoạt động dọc theo vùng bờ Đông Hoa Kỳ với các lượt thực hành huấn luyện tàu vùng biển Caribe. Con tàu được phái sang Địa Trung Hải một lần nữa từ tháng 9, 1969 đến cuối tháng 3, 1970. Sau khi quay trở về Norfolk để nghỉ ngơi và bảo trì, nó lên đường đi Davisville, Rhode Island vào ngày 18 tháng 5 để sửa chữa lườn tàu trong một tháng, và quay trở lại Norfolk vào ngày 20 tháng 6. Ngoại trừ hai lượt hoạt động cùng tàu sân bay John F. Kennedy (CVA-67) trong tháng 7, chiếc tàu khu trục ở lại cảng này cho đến ngày 9 tháng 11, khi nó đi đến Yorktown, Virginia để chất dỡ đạn dược, rồi đi đến Newport News, Virginia để được đại tu từ ngày 13 tháng 11 đến ngày 7 tháng 12. Chiếc tàu khu trục lên đường vào ngày 7 tháng 1, 1971 cho một đợt phục vụ khác cùng Lực lượng Trung Đông tại Ấn Độ Dương. Nó đã viếng thăm Brazil, Angola, Mozambique, Madagascar, Mauritius, Bahrein, Saudi Arabia, Ethiopia, Iran, Ấn Độ, Pakistan, Kenya và Senegal trước khi quay trở về Norfolk vào ngày 29 tháng 6.
Stickell ở lại khu vực Virginia Capes trong nữa cuối năm 1971 và nữa đầu năm 1972 cho các công việc chuẩn bị trước khi ngừng hoạt động và chuyển giao cho Hy Lạp. Con tàu được cho xuất biến chế tại đây vào ngày 1 tháng 7, 1972, đồng thời được rút tên khỏi danh sách Đăng bạ Hải quân trong ngày hôm đó và được bàn giao cho chính phủ Hy Lạp.

### HSKanaris(D212)

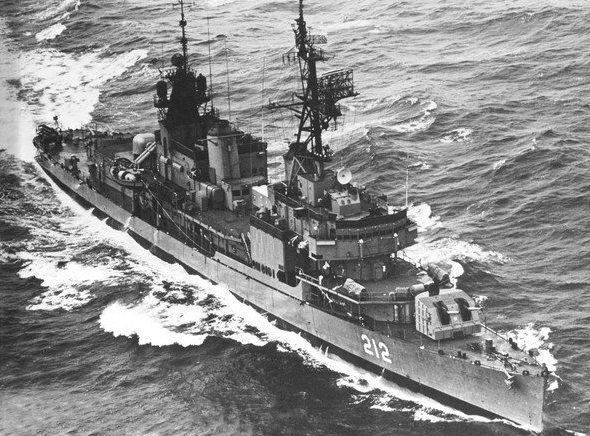
Tàu khu trục Hy Lạp Kanaris (D-212)

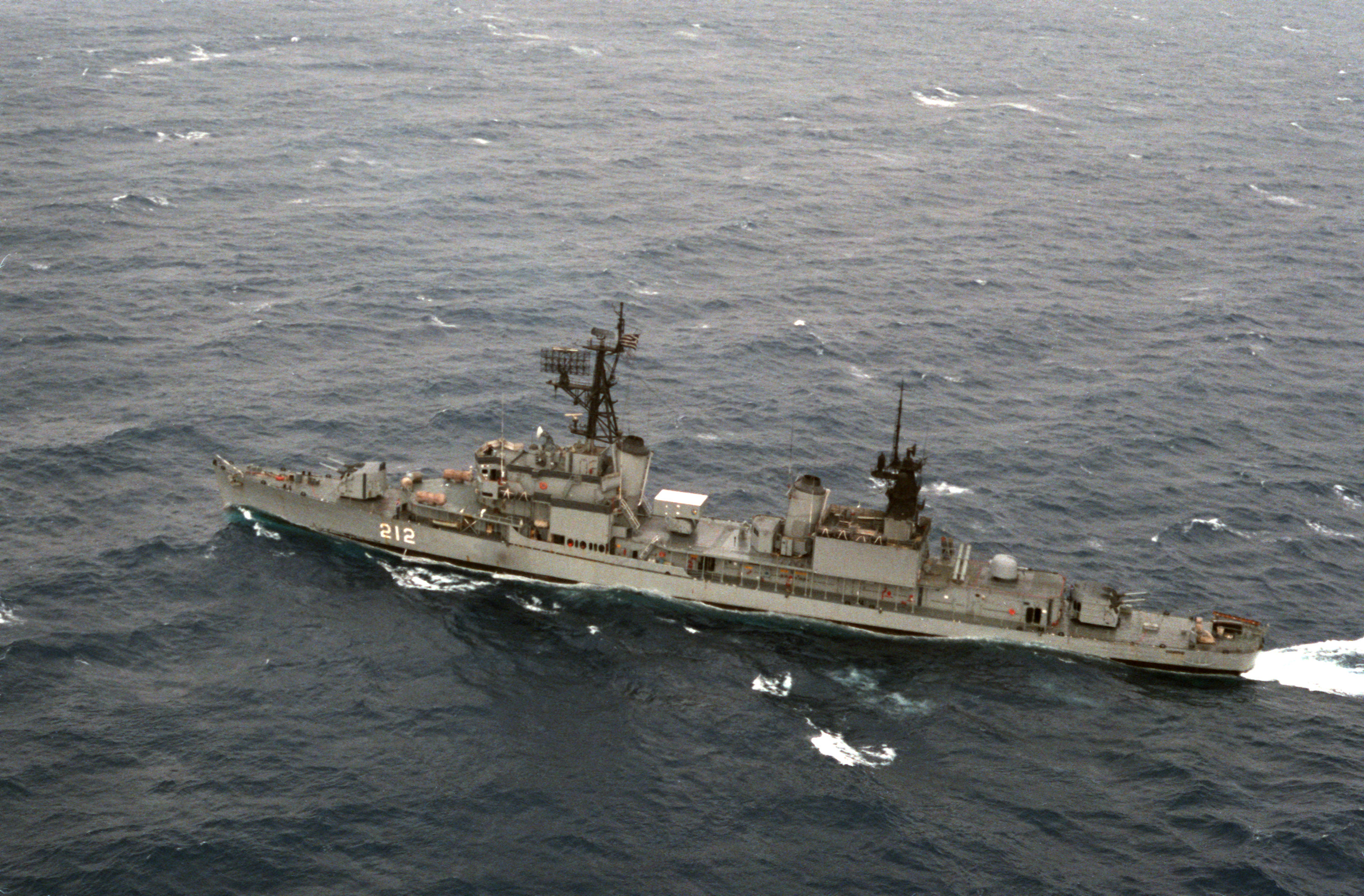
Tàu khu trục Hy Lạp Kanaris (D-212)

Con tàu phục vụ cùng Hải quân Hoàng gia Hy Lạp như là chiếc HS Kanaris (D212) (tiếng Hy Lạp: Φ/Γ Κανάρης) tên được đặt theo Đô đốc Konstantinos Kanaris (1793–1877), người từng tham gia cuộc Chiến tranh Độc lập Hy Lạp và sau này trở thành Thủ tướng Hy Lạp. Lễ nhập biên chế được tổ chức tại Norfolk, Virginia, Hoa Kỳ vào ngày 1 tháng 7, 1972, và con tàu đặt dưới quyền chỉ huy của Hạm trưởng, Trung tá Hải quân K. Zografos.
Sau khi hoàn tất việc chạy thử máy và huấn luyện, nó lên đường quay trở về Hy Lạp, đến nơi vào ngày 29 tháng 3, 1973, và tiếp tục phục vụ thêm 20 năm trong thành phần Chỉ huy Lực lượng Khu trục. Nó thực hiện nhiều chuyến tuần tra trong vùng biển Aegean, tham gia các cuộc tập trận của Hy Lạp và trong khuôn khổ Khối NATO, và đã đối đầu với lực lượng Thổ Nhĩ Kỳ trong các vụ Thổ Nhĩ Kỳ xâm lược Síp năm 1974 và tranh chấp biển Aegean năm 1987. Con tàu được cho xuất biên chế vào ngày 15 tháng 9, 1993 và bị tháo dỡ năm 2002.

## Phần thưởng
Stickell đã được tặng thưởng sáu Ngôi sao Chiến trận do thành tích phục vụ trong Chiến tranh Triều Tiên, rồi thêm một Ngôi sao Chiến trận khác khi hoạt động trong cuộc Chiến tranh Việt Nam.